# Gheorghe Albu
Gheorghe Albu (12 de setembro de 1909 - 26 de junho de 1974) foi um futebolista romeno que competiu na Copa do Mundo FIFA de 1934.